# Saint-Ours (Quebec)
Saint-Ours é uma cidade localizada na província de Quebec no Canadá.